# Proloterapia
La proloterapia (anche chiamata "terapia proliferante" oppure "terapia rigenerativa tissutale") è un acronimo che deriva da proliferation therapy (prolo-therapy), coniato negli anni cinquanta da G. Hackett, un chirurgo ortopedico americano. Consiste in una metodica infiltrativa che ha lo scopo di stimolare la guarigione dei tessuti molli (legamenti, tendini, fasce, cartilagini), rinforzando il tessuto connettivo indebolito ed alleviare così il dolore muscoloscheletrico.

## Utilizzi
La proloterapia non è riconosciuta dalla medicina.
Molti suoi sostenitori, asseriscono che sarebbe indicata nei casi:
- Instabilità e dolore articolare
- Dolore di origine legamentaria,tendinea,fasciale
- Sensazione di dolore e/o debolezza della gamba associata a lombalgia
- Temporaneo beneficio dalla terapia manipolativa con frequenti ricadute di blocco articolare
- Dolori nelle entesi
- Senso di bruciore, pesantezza, intorpidimento, dolore riferito all'arto superiore o alla gamba con distribuzione non metamerica
- Frequenti episodi dolorosi localizzati alla nuca, alla testa, alla mandibola o all'orecchio
- Dolore dorsale e toracico
- Dolore alla colonna vertebrale in assenza di indicazione chirurgica

Tra le malattie più comunemente trattate si annoverano:
- Artrosi ginocchio
- Artrosi lombare e cervicale
- Tendinopatia achillea e della spalla
- Tendinosi del gomito[senza fonte]

## Storia
Le iniezioni di soluzioni irritanti erano state introdotte verso la fine dell'Ottocento nella cura delle ernie addominali, e all'inizio del Novecento per il dolore all'articolazione temporo-mandibolare dovuto a lassità articolare. Il Dr. George Hackett sviluppò la sua tecnica per eseguire queste infiltrazioni intorno alla metà del XX secolo. Hackett nella prefazione della Terza edizione del suo libro (Ligament and Tendon Relaxation),  descrive la proloterapia come il rinforzo delle saldature dei tendini e dei legamenti all’osso stimolando la produzione di nuovo tessuto cellulare osseo e fibroso.
Il medico Gustav Hemwall fu un altro pioniere che iniziò a praticare la proloterapia sotto l'insegnamento di Hackett. Si tratta di un trattamento molto valido anche per le instabilità dovute a lesioni di primo e secondo grado dei legamenti.

## Pratica clinica
La proloterapia è una tecnica infiltrativa rigenerativa non chirurgica molto diffusa negli Stati Uniti e in Europa , soprattutto in ambito medico-sportivo, inclusa nei protocolli di evidence-based medicine di trattamento delle patologie del tessuto connettivo (tendinopatie e lesioni legamentose non chirurgiche).La terapia comporta la somministrazione di una sostanza irritante di piccole quantità nel sito doloroso e degenerato delle inserzioni tendinee (entesi), articolazioni e legamenti.  Le soluzioni irritanti contengono più frequentemente destrosio (d-glucosio), una forma naturale di glucosio normalmente presente nell'organismo, ma possono anche contenere combinazioni di polidocanolo, manganese, zinco, ormone della crescita umano, pomice, ozono, glicerina o fenolo . Nei casi più gravi possono anche essere necessarie soluzioni cellulari autologhe, come plasma ricco di piastrine (PRP), midollo osseo o tessuto adiposo, nell'area in cui il tessuto connettivo è stato indebolito o danneggiato a causa di un sovraccarico funzionale o di un trauma, è rilevante anche l'uso della Proloterapia nella cura dell'artrosi come riportato da una ricerca scientifica supportato dallo studio di Rabago.

## Evidenze scientifiche
Seppur non sia ancora una tecnica riconosciuta dalla medicina ufficiale, negli ultimi anni, a testimonianza dell'interesse verso la pratica, sono aumentati di molto gli studi rivolti ad analizzare la proloterapia.
In una recente monografia pubblicata sulla rivista Physical Medicine and Rehabilitation Clinics of North America, la terapia infiltrativa con destrosio è stata inserita assieme al PRP nel gruppo delle terapie insiltrative rigenerative.
(1. Tendinopatia:stato dell'arte e prospettive A.Frizziero F.Oliva N.Maffulli pag.57)
La proloterapia è indicata in tutte le manifestazioni patologiche dell'artrosi e dell'instabilità articolare e nella degenerazione tendinea.
(2. J Foot Ankie Res 2015 Oct 20;8:57. doi:10.1186/s12047-015-0114-5 eCollection 2015.
Effectiveness and safety of prolotherapy injections for management of lower limb tendinopathy and fasciopathy: a systematic review.
Una revisione della letteratura aveva evidenziato uno scarso livello di efficacia nell’utilizzo di FANS nel trattamento delle tendinopatie e uno studio più recente, del 2006, mostra come la semplice attività fisica e in particolare gli esercizi di contrazione eccentrica siano superiori, in una patologia comune come l’epicondilite, rispetto all’infiltrazione con steroidi. Altri studi confermano che la terapia con corticosteroidi, nel contrastare il processo infiammatorio, induce una diminuzione, anche a bassi dosaggi, della vitalità dei tenociti che perdono la capacità di depositare collagene.
L'efficacia della proloterapia col destrosio nel dolore miofasciale non può essere determinata da un singolo trattamento di breve durata , ma è dimostrata la sua efficacia sul lungo periodo ed essere considerato un trattamento per il dolore e la disfunzione associata a condizioni muscolo-scheletriche croniche anche in presenza di terapie multiple a seconda dei casi.
Rabago, D; Nourani, B (2017). "Prolotherapy for Osteoarthritis and Tendinopathy: a Descriptive Review". Current Rheumatology Reports. 19 (6): 34. doi:10.1007/s11926-017- 0659-3.

## Critiche
Negli USA la maggior parte delle compagnie di assicurazione non rimborsa il trattamento. Nel 1999 Medicare ha rifiutato di includere la procedura fra i trattamenti rimborsabili per la lombalgia cronica adducendo il fatto che nell'ultimo esame della procedura eseguito dalla Health Care Financing Administration (HCFA) nel 1992 era stato dato parere negativo. In Italia è teoricamente possibile eseguire le infiltrazioni nell'ambito del Servizio Sanitario Nazionale in quanto esiste una voce specifica nel Tariffario Nazionale (infiltrazione di legamenti e articolazioni) ma non è diffusa.